# Dictionnaire Historique et Critique
El Diccionario Histórico y Crítico (Dictionnaire Historique et Critique) es un diccionario biográfico escrito por Pierre Bayle (1647–1706), hugonote que vivió y publicó en Holanda tras su huida de Francia debido a la persecución religiosa, ya que fue un defensor tanto de la tolerancia religiosa como del ateísmo.
El diccionario fue publicado por primera vez en 1697 y aumentado en su segunda edición de 1702. La primera publicación en inglés fue en 1709.
La gran mayoría de las entradas se dedicaban a personas históricas o míticas, pero algunos artículos trataban sobre las creencias religiosas y la filosofía. Muchas de las controvertidas ideas aparecidas en el libro están escondidas en sus voluminosos pies de página o en artículos de títulos poco sospechosos del contenido que albergaban.[cita requerida]
Las ideas escépticas y rigurosas que utilizaba en el diccionario tuvieron una influencia en personalidades de la Ilustración en el siglo XVIII como Denis Diderot y otros enciclopedistas franceses, David Hume o George Berkeley.[cita requerida] Bayle sacaba a la luz las contradicciones entre los principios teológicos y los dictados evidentes emitidos por la razón.
Bayle utilizaba la evidencia de la irracionalidad del Cristianismo para enfatizar que la base del cristianismo es la fe en Dios y su revelación divina y, a la vez, enseñaba a promover la tolerancia religiosa, argumentando poderosamente contra la aplicación autoritaria e inflexible de los artículos de fe. Esto lo llevó a un agrio debate con su homólogo protestante francés Pierre Jurieu.